# Magnesiopascoite
La magnesiopascoite (simbolo IMA: Mpas) è un rara minerale della famiglia della pascoite; appartiene alla famiglia degli "ossidi e idrossidi" e possiede composizione chimica Ca2MgV5+10O28 • 16H2O.
Da un punto di vista chimico, il minerale è decavanadato di calcio e magnesio. È l'analogo del magnesio della pascoite, dominata dal calcio, che si trova in uno dei due siti della struttura cristallina in cui è presente.

## Etimologia e storia
La magnesiopascoite è stata scoperta nella miniera "Blue Cap" nei pressi di La Sal nella contea di San Juan (Utah, Stati Uniti) da Joe Marty e approvata come nuova specie dall'Associazione Mineralogica Internazionale (IMA) nel 2007.
Il nome magnesiopascoite è stato assegnato in relazione alla similitudine con la pascoite e alla presenza di magnesio nella composizione.

## Classificazione
La classica nona edizione della sistematica dei minerali di Strunz, aggiornata dall'Associazione Mineralogica Internazionale (IMA) fino al 2009, elenca la magnesiopascoite nella classe "4. Ossidi (idrossidi, V[5,6] vanadati, arseniti, antimoniti, bismutiti, solfiti, seleniti, telluriti, iodati)" e da lì nella sottoclasse "4.H V[5,6] Vanadati"; questa viene suddivisa in modo più fine in base al tipo di vanadato presente nel minerale, in modo tale che la magnesiopascoite possa essere trovata nella sezione "4.HC [6]-Sorovanadati" dove forma il sistema nº 4.HC.05 insieme alla lasalite e alla pascoite.
Tale classificazione resta invariata anche nell'edizione successiva, proseguita dal database "mindat.org" e chiamata Classificazione Strunz-mindat, all'interno della quale i membri del sistema nº 4.HC.05, oltre ai minerali già citati, sono in compagnia anche di idropascoite, hughesite e rakovanite.
Nella Sistematica dei lapis (Lapis-Systematik) di Stefan Weiß la magnesiopascoite è elencata nella classe degli "ossidi" e da lì nella sottoclasse degli "ossidi di vanadio (polivanadati con V4+/5+)"; qui il minerale si trova nel "gruppo dei vanadati" dove forma il sistema nº IV/G.01 insieme a bluestreakite, gunterite, burroite, hughesite, huemulite, hummerite, kokinosite, lasalite, nashite, pascoite, postite, rakovanite, schindlerite, sherwoodite e wernerbaurite.

## Abito cristallino
La magnesiopascoite cristallizza nel sistema monoclino nel gruppo spaziale B2/m con i parametri reticolari a = 19,8442(15) Å, b = 9,9353(8) Å, c = 10,7149(8) Å e β = 120,305(1)°, oltre ad avere 2 unità di formula per cella unitaria.

## Origine e giacitura
La magnesiopascoite viene prodotta dalla lisciviazione delle acque sotterranee e dell'ossidazione degli ossidi di vanadio in ambienti post-minerari. La paragenesi è con gesso, montroseite, martyite, pirite e rossite.
La magnesiopascoite è un minerale raro ed è stata trovata solo in pochi siti, tutti negli Stati Uniti. La miniera di "Blue Cap" (38.33678°N 109.06093°W) nella contea di San Juan (Utah) è la località tipo del minerale; sempre in questa contea la magnesiopascoite è stata trovata anche nelle miniere di "Firefly–Pigmay", di "Vanadium Queen" e di "Pandora" e si ricorda anche la miniera di "North Mesa 10" nella contea di Emery (anch'essa nello Utah).
Ci in Colorado sono poi anche le miniere di "Burro" (contea di San Miguel), di "Opera Box" e di "Blue Streak" (contea di Montrose) e le miniere di "Lost Dutchman" e di "Packrat" (contea di Mesa).

## Forma in cui si presenta in natura
La magnesiopascoite si presenta sotto forma di cristalli da tabulari a equidimensionali o prismatici impilati parallelamente. Gruppi di cristalli concresciuti possono raggiungere la dimensione di qualche millimetro.
Il minerale è da trasparente a traslucido con lucentezza adamantina; il colore è arancio, giallo o rosso, lo striscio è giallo.

## Proprietà fisico-chimiche
In accordo con la lucentezza adamantina, la magnesiopascoite ha un alto indice di rifrazione (nα = 1,769, nβ = 1,802, nγ = 1,807) e un'elevata birifrangenza (δ = 0,038).[3] La magnesiopascoite è otticamente biassiale negativa e ha un angolo dell'asse ottico 2V di 45° (misurato) o 42° (calcolato) e una forte dispersione con r < v. Alla luce trasmessa, il minerale mostra toni arancioni o giallastri con un distinto pleocroismo da {\displaystyle y=} arancione a {\displaystyle x=z=} giallo.
La magnesiopascoite si dissolve rapidamente in acido cloridrico (HCl) diluito e freddo, ma molto più lentamente in acqua. Quando riscaldato, si verifica una rapida decomposizione, probabilmente attraverso la disidratazione.
Nel complesso, la magnesiopascoite è visivamente molto simile ad altri minerali del gruppo della pascoite, come la pascoite, l'hummerite e la lasalite, il che rende problematica l'identificazione puramente visiva. Per questo motivo, è probabile che la magnesiopascoite sia stata finora trascurata e sia quindi molto più ampiamente utilizzata.